# Stegastes albifasciatus
Stegastes albifasciatus és una espècie de peix de la família dels pomacèntrids i de l'ordre dels perciformes.

## Morfologia
Els mascles poden assolir els 13 cm de longitud total.

## Distribució geogràfica
Es troba des de les Seychelles i Reunió fins a les Illes de la Línia, les Tuamotu, les Illes Ryukyu i Nova Caledònia.